# Sporthal Lunetten

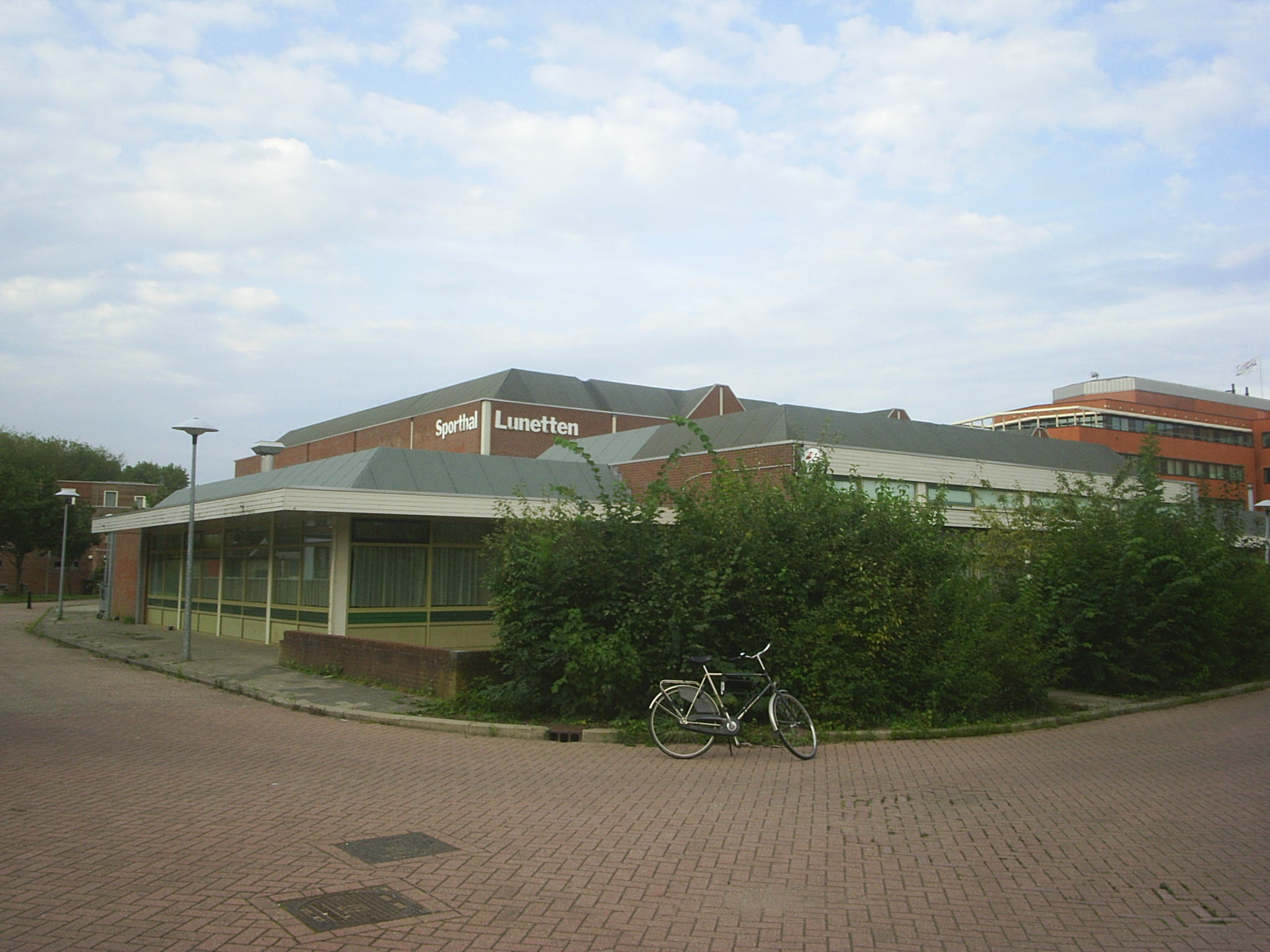
Sporthal Lunetten

Sporthal Lunetten is een sporthal in de Utrechtse wijk Lunetten. De sporthal werd gebouwd in 1974. Het is een standaardhal van 28 × 44 meter en is geschikt voor badminton, basketbal, handbal, korfbal, tennis, voetbal en volleybal. De sporthal is vrij identiek aan de voormalige sporthal Zuilen. De hal had een vaste, uitschuifbare tribune. De hal werd oorspronkelijk gebouwd voor het voortgezet onderwijs. In de hal is een kleine ontmoetingsruimte aanwezig, van 15 × 13 meter. Deze wordt onder andere gebruikt voor judo, aikido en kickboksen. De sporthal is gevestigd aan het Zwarte Woud, nabij Station Utrecht Lunetten. Sinds 2016 is de hal in beheer van basketbalvereniging  BC Utrecht Cangeroes.